# Lucija Velkavrh
Lucija Velkavrh, slovenska plesalka in koreografinja, * 23. avgust 1986, Ljubljana
Je plesalka sodobnega plesa in koreografinja.

## Študij
Magistrirala je iz strateškega tržnega komuniciranja na Fakulteti za družbene vede Univerze v Ljubljani. 

## Delo
S plesom je začela pri treh letih v jazz in show plesu, kjer je kasneje tudi požela nagrade v tekmovalnih disciplinah na državnih, evropskih in svetovnih tekmovanjih. Kariero koreografa je začela pri 15. letih. Plesno znanje je nabirala pri znanih imenih kot so Teddy Forance, Geraldine Armstrong, Bruce Taylor, Ismael Ivo, Bruce Mousset, Jennifer Hamilton, Justin Giles, Edilson Roque, Daniele Sibilli, Vasya Kozar in Chris McCarthy v Los Angelesu, New Jorku, Parizu, Londonu, Amsterdamu, Madridu, na Dunaju in v Kijevu. Izpopolnila se je v jazz in show plesu, conteporary plesu, baletu, modernu, hortonu, hiphopu, plesu v parih in improvizaciji.
Plesala in sestavljala je koreografije za več slovenskih pop ustvarjalcev in TV oddaj. Kot koreografinja je učila tudi v Avstriji, na Hrvaškem in v Braziliji. Vodila je plesne skupine na plesni šoli Miki in Libero. Deluje na Šoli za nastopanje Bast, kjer vodi jazz balet več skupinam, med katerimi se ustanavlja tudi tekmovalna skupina. 
Leta 2016 je s Kajo Reberšek in Majo Sonc ustanovila neprofitno dobrodelno organizacijo Meraki Dance Project. Namen organizacije je ponuditi kvalitetno plesno izobrazbo plesalcem tretjega sveta. Članice projekta so leta 2017 učile v Braziliji v Curitibi, Riu de Janeiru in Sao Luisu.
24. junija 2022 je skupaj z violinistko Mašo Golob nastopila na Slavnostni seji Državnega zbora ob dnevu državnosti.
Od leta 2021 je predavateljica in predstojnica Katedre za jazz ples na Akademiji za ples, Alma Mater Europaea.